# Skalaria
Skalaria, kręcone schodki, schodówka (Epitonium) – rodzaj morskich ślimaków z rodziny Epitoniidae. Obejmuje ponad 400 gatunków. Dawniej rodzaj ten opisywany był jako Scalaria. Większość z nich występuje w strefie przybrzeżnej mórz ciepłych, kilka gatunków występuje w rejonie wybrzeży Alaski i w Morzu Północnym.

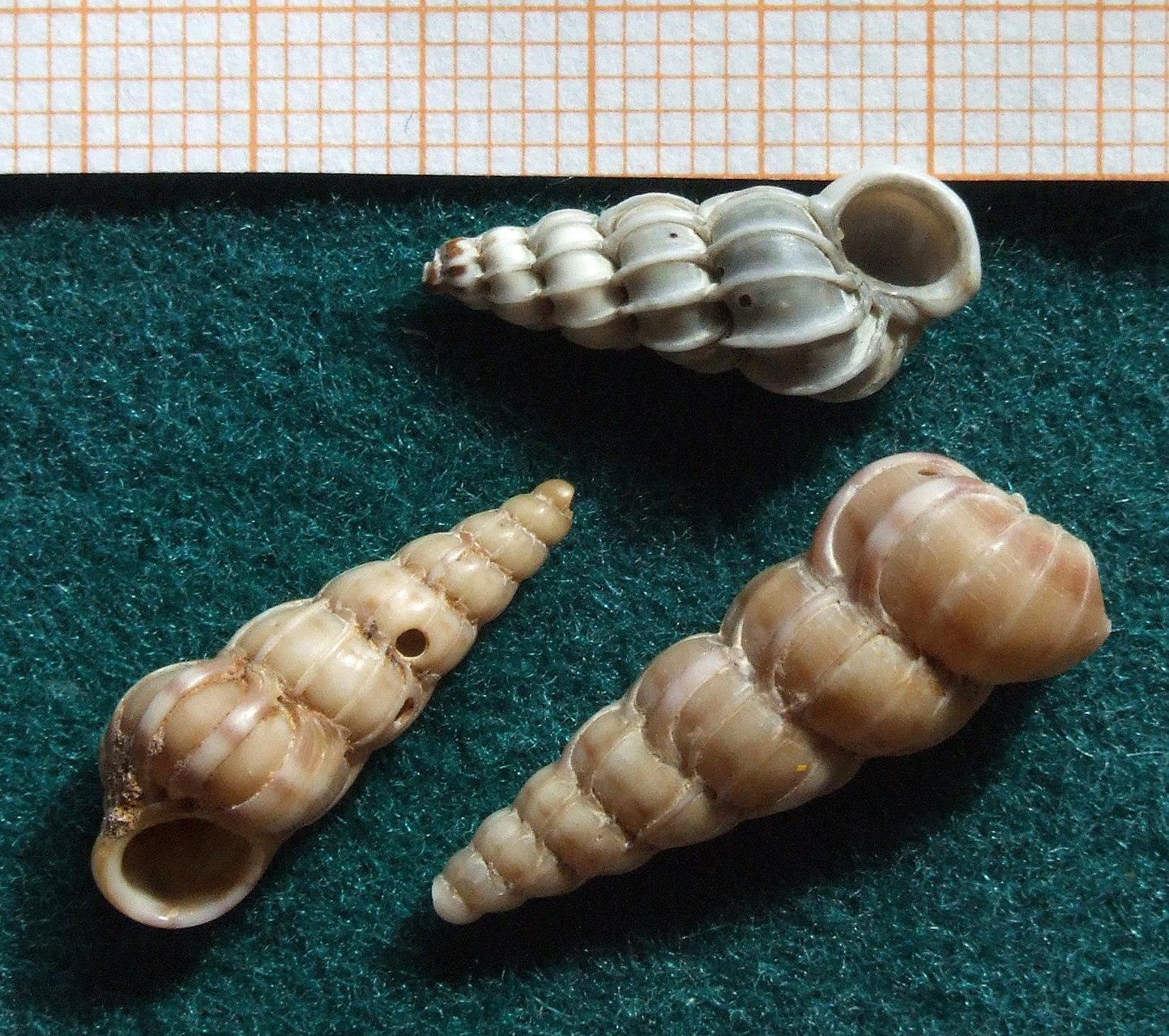
Muszle Epitonium clathrus

Posiadają stożkowatą i wysmukłą muszlę z głębokimi wcięciami na powierzchni, osiągając swym wymiarem 10 cm długości. Muszle w kolorze białym lub różowym.
Pożywieniem skalarii są polipy ukwiałów i pojedyncze korale.
Muszle niektórych gatunków są cennym nabytkiem wśród kolekcjonerów.